# Chế độ quân dịch bắt buộc

Không có quân đội thường trực
Không có chế độ quân dịch bắt buộc
Chế độ quân dịch đang thực thi, nhưng dưới 20% của toàn bộ nhóm tuổi buộc phải tòng quân
Chính phủ hiện tại có kế hoạch bãi bỏ chế độ quân dịch bắt buộc
Hiện tại đang thực hiện chế độ quân dịch
Không có thông tin

Chế độ quân dịch bắt buộc là sự quy định phải gia nhập quân ngũ của một quốc gia. Chế độ quân dịch bắt buộc có từ thời cổ đại và tiếp tục ở một số quốc gia cho đến ngày nay dưới nhiều tên khác nhau. Chế độ quân dịch các quốc gia gần như phổ biến toàn cầu đối với nam thanh niên có từ thời cách mạng Pháp vào những năm 1790, nơi nó trở thành cơ sở của một quân đội rất lớn và mạnh mẽ. Hầu hết các quốc gia châu Âu sau đó sao chép hệ thống trong thời bình, để những người đàn ông ở một độ tuổi nhất định sẽ phải phục vụ trong quân ngũ 1-8 năm làm nhiệm vụ và sau đó chuyển sang lực lượng quân dự bị.
Chế độ quân dịch bị tranh cãi vì nhiều lý do, bao gồm những người từ chối nhập ngũ vì lương tâm thấy không đúng đối với các dính dáng quân sự trên cơ sở tôn giáo hoặc triết học; phản đối chính trị, ví dụ như để phục vụ cho một chính phủ không thích hoặc chiến tranh không được ưa chuộng; và phản đối ý thức hệ, ví dụ, đối với một hành vi vi phạm quyền cá nhân. Những người phản đối có thể trốn tránh quân dịch, đôi khi bằng cách rời khỏi đất nước, và xin tị nạn ở nước khác.
Một số chế độ quân dịch bắt buộc xử lý những người phản đối như thế này bằng cách cung cấp dịch vụ thay thế ngoài vai trò chiến đấu hoặc thậm chí bên ngoài quân đội, chẳng hạn như 'Siviilipalvelus' (dịch vụ dân sự thay thế) ở Phần Lan, Zivildienst (dịch vụ cộng đồng bắt buộc) ở Áo và Thụy Sĩ. Nhiều quốc gia hậu Xô Viết tuyển quân đội nam giới không chỉ cho lực lượng vũ trang mà còn cho các tổ chức bán quân sự chuyên phục vụ trong nước (Quân đội nội bộ) hoặc các nhiệm vụ cứu hộ không chiến đấu (quân phòng). cho quân đội.
Tính đến đầu thế kỷ XXI, nhiều quốc gia không còn là binh lính là người theo chế độ quân dịch bắt buộc, mà dựa vào quân đội chuyên nghiệp với các tình nguyện viên tranh thủ để đáp ứng nhu cầu quân đội. Tuy nhiên, khả năng dựa vào sự sắp xếp như vậy, giả định một mức độ dự đoán được về cả hai yêu cầu chiến tranh và phạm vi thù địch. Nhiều quốc gia đã bãi bỏ chế độ quân dịch bắt buộc vẫn giữ quyền để tiếp tục chế độ này trong thời chiến hoặc thời điểm khủng hoảng. Các quốc gia tham gia vào các cuộc chiến tranh hoặc các cuộc đối đầu giữa các bang có nhiều khả năng thực hiện sự đồng thuận, trong khi các nền dân chủ ít có khả năng hơn là các chế độ tự trị để thực hiện chế độ quân dịch bắt buộc. Các thuộc địa cũ của Anh ít có khả năng có sự tham gia, vì chúng bị ảnh hưởng bởi các tiêu chuẩn chống độc quyền của Anh có thể được truy nguyên trở lại nội chiến Anh.